# Pyrochroa serraticornis
Pyrochroa serraticornis är en skalbaggsart som först beskrevs av Giovanni Antonio Scopoli 1763.  Pyrochroa serraticornis ingår i släktet Pyrochroa, och familjen kardinalbaggar. Arten har ej påträffats i Sverige.

## Bildgalleri

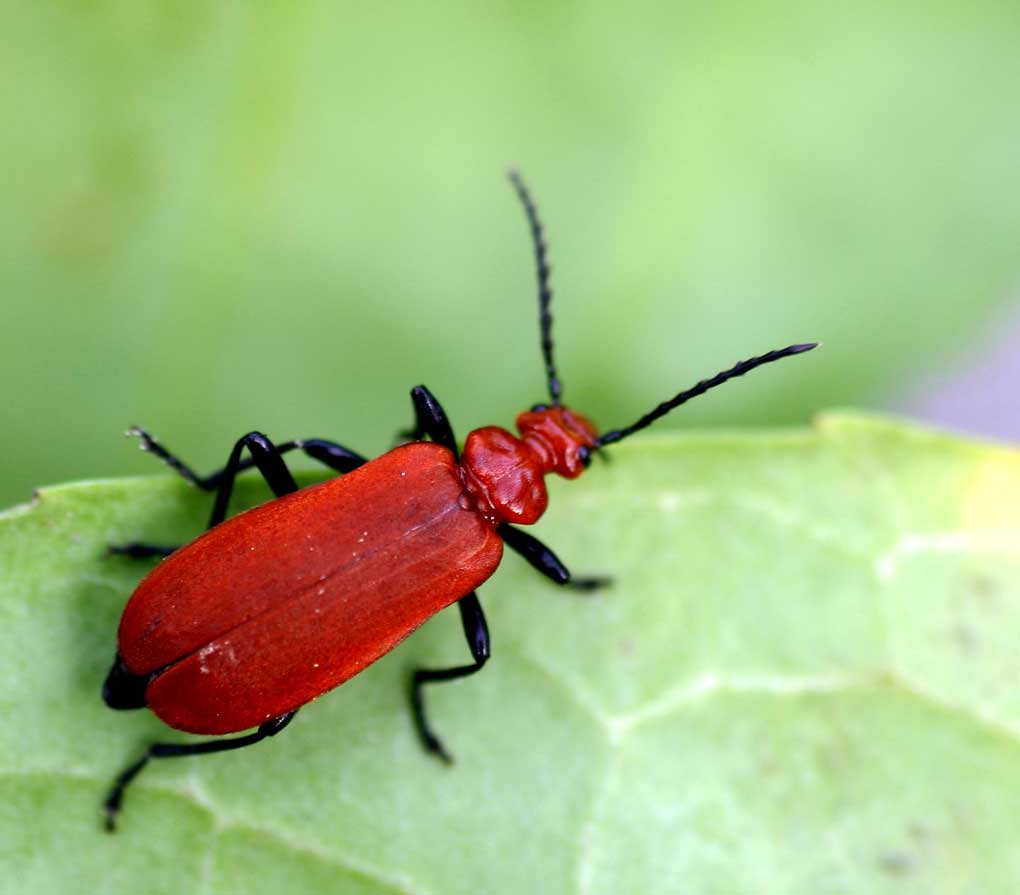
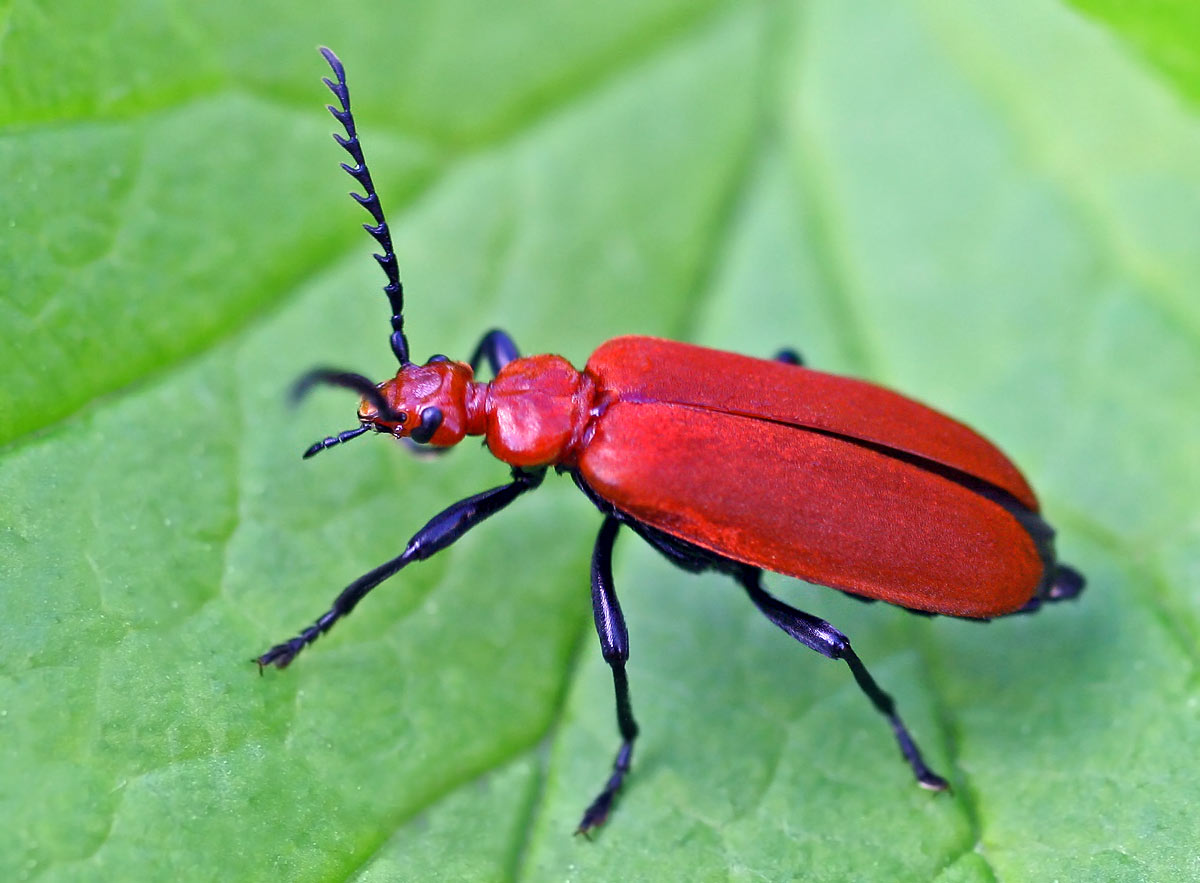
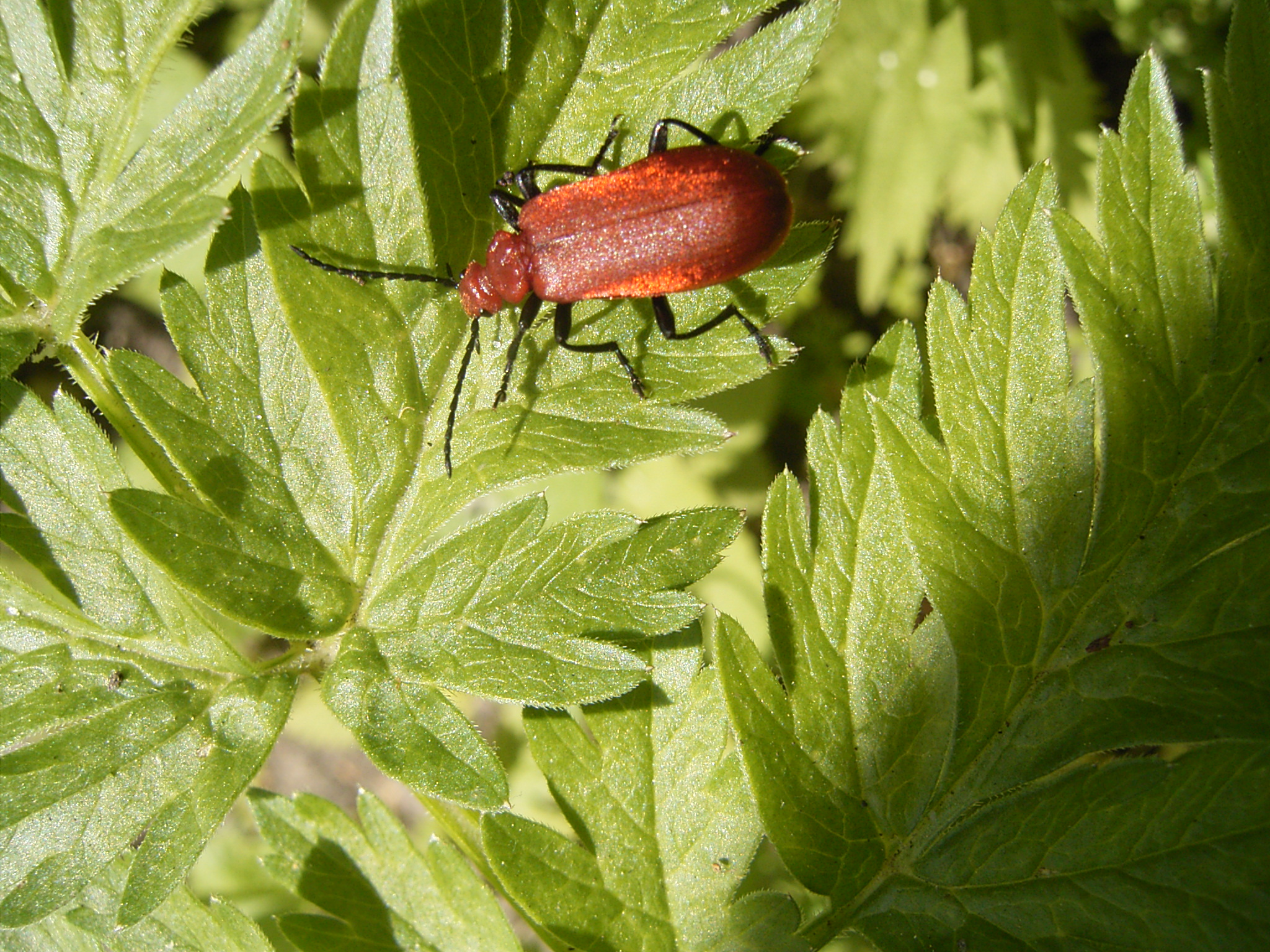
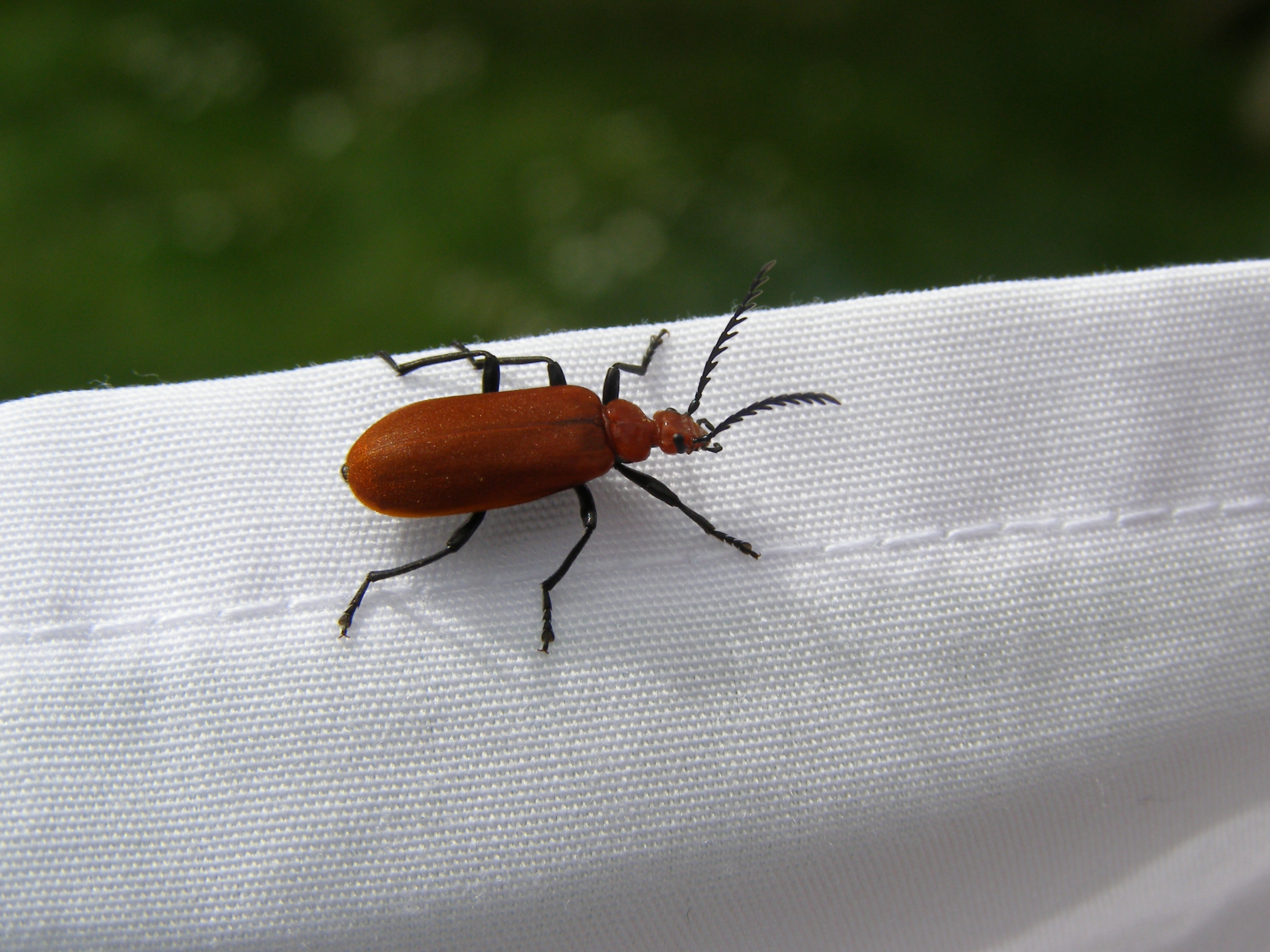
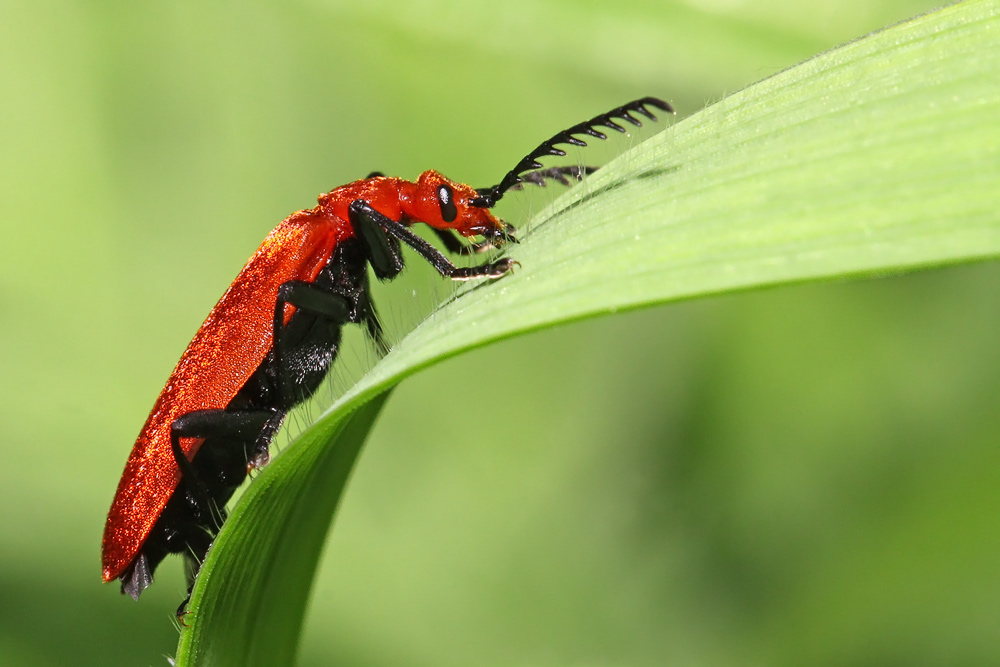
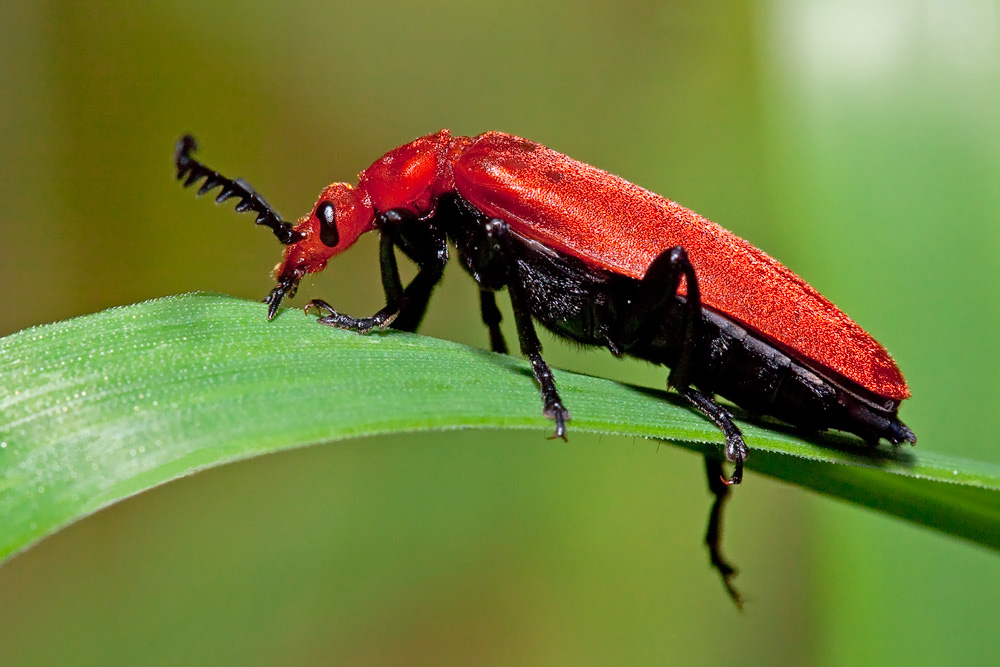